# Stenodema trispinosa
Stenodema trispinosa är en insektsart som beskrevs av Reuter 1904. Stenodema trispinosa ingår i släktet Stenodema och familjen ängsskinnbaggar. Arten är reproducerande i Sverige. Inga underarter finns listade i Catalogue of Life.